# Alchemilla oleosa
Alchemilla oleosa é uma espécie de rosácea do gênero Alchemilla, pertencente à família Rosaceae.